# Presidential Emergency Facility
Uma Presidential Emergency Facility (PEF) ou Instalação de Emergência Presidencial, também chamada de Presidential Emergency Relocation Centers e VIP Evacuation and Support Facilities, é uma residência fortificada e funcional destinada ao uso do presidente dos Estados Unidos caso residências presidenciais comuns, como a Casa Branca ou Camp David, sejam destruídas ou invadidas durante guerras ou outros tipos de emergências nacionais. Algumas Presidential Emergency Facilities são secções especialmente designadas de instalações governamentais e militares existentes, enquanto outras são locais dedicados que foram construídos para esse fim. Diversas fontes afirmam que existem, ou existiram, entre 9 e 75 instalações desse tipo.

## Quantidade e localização

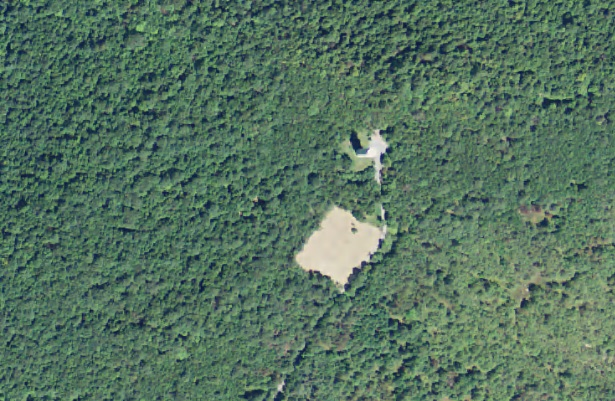
Vista aérea da desativada Instalação de Emergência Presidencial "Cannonball", na zona rural da Pensilvânia

Na sua exposição jornalística de 1984, The Day After World War III", Edward Zuckerman afirma que havia então nove instalações de emergência presidenciais a uma viagem de helicóptero de 25 minutos de Washington, D.C.. De acordo com Zuckerman, os locais conhecidos por ele naquela época eram os codinomes Cartwheel (no Fort Reno Park), Corkscrew (em Lambs Knoll), Cowpuncher (em Martinsburg, West Virginia ) e Cannonball (Cross Mountain, Pensilvânia), embora todos tenham sido desativados. A própria Casa Branca é conhecida como Crown, enquanto o complexo presidencial na High Point Special Facility é Crystal (às vezes chamado de Crystal Palace).
Outros locais conhecidos incluem Cactus (Camp David) e Creed (também conhecido como o local R, Raven Rock Mountain Complex).
Num relatório de 2004 à Comissão Federal de Comunicações (FCC) sobre Corkscrew, que na altura tinha sido desativado como local de PEF, o historiador David Rotenstein afirmou que existiam 75 PEF “dispersos pelos Estados Unidos”, um número também reivindicado pela Brookings Institution.

## Design e pessoal
A construção das instalações de emergência presidenciais começou na década de 1960, com verbas governamentais classificadas de orçamento negros.
As instalações de emergência presidenciais construídas para esse fim são estruturas semelhantes a silos, construídas em betão armado que ficam no topo de um labirinto subterrâneo de bunkers e câmaras projetadas para resistir a uma explosão nuclear. Uma das poucas descrições de uma instalação de emergência presidencial observada enquanto ainda estava em operação foi fornecida pelo capitão da Guarda Costeira dos EUA, Alex R. Larzelere, um ex-assessor militar da Casa Branca, que visitou um desses locais em 1968: 
| “ | ...saímos por via rodoviária de Washington durante três horas ou mais. Quando saímos da estrada principal, seguimos por um terreno densamente arborizado e montanhoso. [O Comandante John] Clearwater deixou a estrada asfaltada e subiu uma estrada de terra batida. Finalmente chegámos a uma estrutura pintada de verde-floresta para se misturar com as árvores. O aspeto rústico do exterior da instalação e as condições precárias da área florestal atraíam pouca atenção. A maior parte da instalação estava no subsolo. | ” |

Larzelere continuou a descrever o interior subterrâneo do local, observando que havia alojamentos para o presidente e para a sua equipa, com camas preparadas para uso imediato com lençóis limpos, instalações de comunicação e estoques com rações de emergência, medicamentos e outros suprimentos para sustentar várias pessoas por um período prolongado.
Bill Gulley, um ex-fuzileiro naval dos EUA designado para o Gabinete Militar da Casa Branca, relatou em 1980 que as PEFs eram todas "operadas 24 horas por dia".

## Rede de telecomunicações

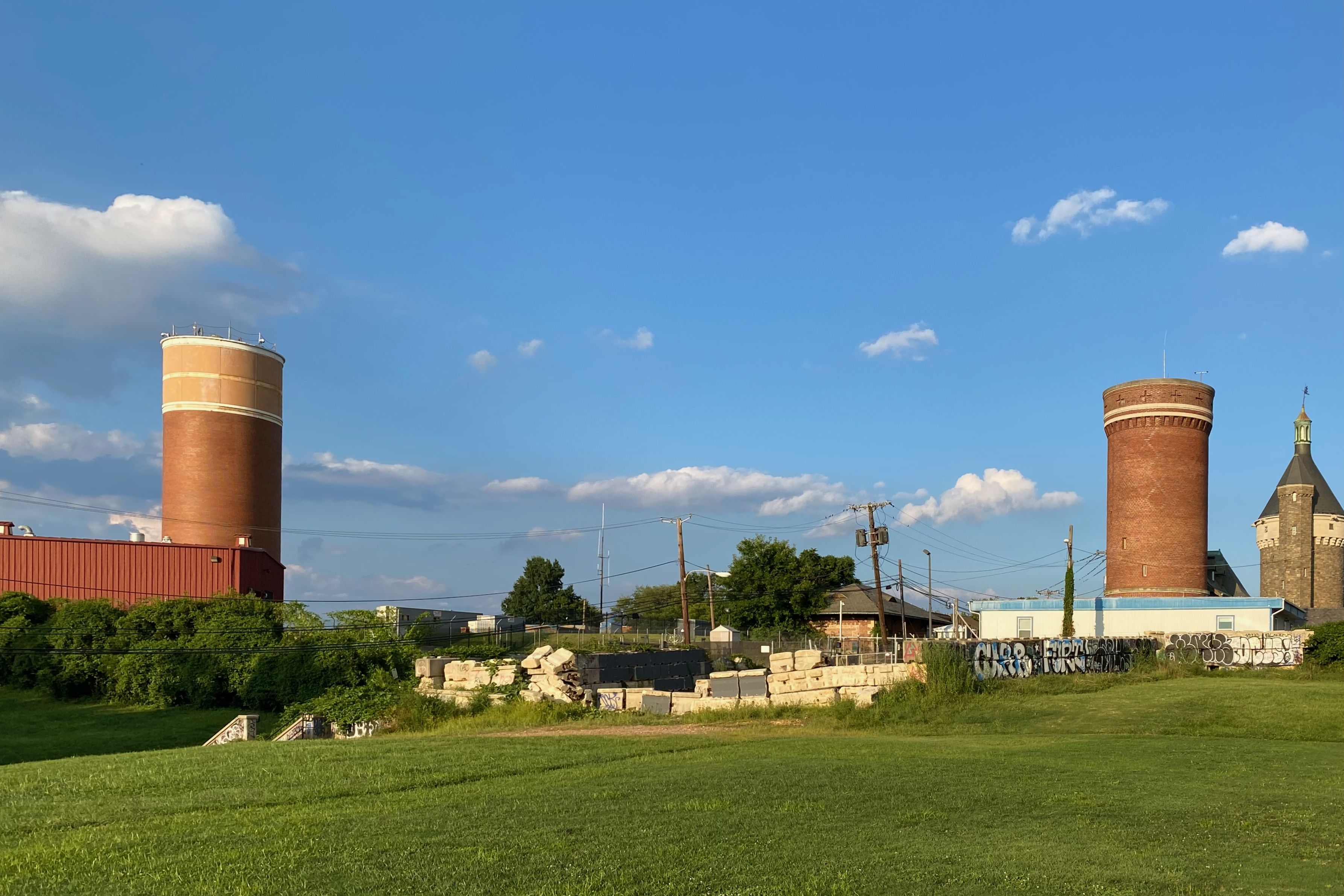
Cartwheel Tower disfarçada de torre de água (à esquerda) e duas torres de água históricas (à direita) no Fort Reno Park

Uma rede de telecomunicações dedicada era necessária para linhas de comunicação abertas entre os locais das Instalações de Emergência Presidenciais. Nas décadas de 1950 e 1960, a tecnologia de telecomunicações amplamente utilizada para transmissão de informações era a transmissão de rádio por micro-ondas. Trata-se de um sistema de comunicação ponto a ponto que requer uma linha de visão desobstruída entre o transmissor e o recetor. Para que este sistema seja capaz de transmitir informações a longa distância, estações com uma torre de micro-ondas precisam de ser instaladas em locais fixos a cada 30 to 50 miles (48 to 80 km) . Em cada estação, o recetor e o transmissor do sinal de rádio podem retransmitir as informações para a próxima estação. Torres altas de micro-ondas seriam facilmente identificadas e poderiam comprometer a segurança dos locais. O planeador projetou essas torres para ter equipamento de rádio instalado no topo da estrutura da torre, que era envolta em plexiglass para escondê-las de vista. As próprias torres foram disfarçadas para ter a aparência de outras estruturas, como torres de água. Não havia explicação sobre o que exatamente foi construído lá, mas havia placas para fazer o público acreditar que as funções das torres eram qualquer coisa além do equipamento de telecomunicações. No local da Cartwheel, a torre foi construída ao lado de duas outras torres de água reais. No local da Cactus, a equipe dirigia camiões-tanque de água regularmente para o local para tornar mais credível para o público que a torre era de facto uma torre de água.
As estações foram desativadas devido a ameaças e tecnologias obsoletas. Após o descomissionamento, Corkscrew e Cartwheel foram transferidas para a Administração Federal de Aviação e continuaram a ser usadas como torres de telecomunicações.